# Сырковый Сор
Сырко́вый Сор (также Имн-Тор) — пресноводное озеро в Нефтеюганском районе Ханты-Мансийского автономного округа — Югры России, находится в 300 м к северо-западу от посёлка Салыма и в 1,6 км к юго-востоку от озера Итщитох.
Располагается на высоте 42,8 м над уровнем моря. Имеет округлую форму со слабо изрезанной береговой линией. Входит в группу Большесалымских озёр. Площадь озера составляет 2,1 км². Длина озера составляет 1,7 км, ширина — 1,6 км. Сырковый Сор — одно из самых глубоких в Ханты-Мансийском автономном округе, его максимальная глубина достигает 42 м. Берега низменные, поросшие лесом. Питание преимущественно снеговое. Острова отсутствуют. На северо-востоке в озеро впадает речка Хотсобынгъега, вытекающая из небольшого озера Хотсобынгтор. На юге озеро имеет сток через протоку Айяга в реку Вандрас. В озере обитает 30 видов рыб, из которых 18 являются промысловыми.

## Археология
На берегах озера находятся 37 археологических и этнографических объектов, среди них 17 памятников истории и культуры федерального значения от эпохи мезолита до середины XX века: святилище Сотым-тэ-ики, священная кедровая роща и другие. У обских угров существует легенда, что озеро появилось, когда с неба спустились три огненные богини на огромном звере. Этот зверь прорыл глубокую нору и заснул, после чего воронка заполнилась водой.